# Nemanja Vidić
Nemanja Vidić (cyr. Немања Видић, ur. 21 października 1981 w m. Titovo Užice) – serbski piłkarz, który występował na pozycji obrońcy. Wychowanek Crvenej zvezdy, w swojej karierze grał także w takich zespołach jak Spartak Subotica, Spartak Moskwa, Manchester United oraz Inter Mediolan.

## Kariera
Nemanja Vidić zaczynał swoją profesjonalną karierę w klubie FK Crvena zvezda. W sezonie 2001/2002 zdobył z zespołem mistrzostwo i puchar Jugosławii. Vidić został również powołany do reprezentacji narodowej, w której o miejsce rywalizował z Mladenem Krstajiciem, zadebiutował w kadrze 12 października 2002 roku w meczu z Włochami, w eliminacjach Euro 2004. W eliminacjach do mistrzostw świata w 2006 wywalczył sobie miejsce w podstawowym składzie i zakwalifikował się z drużyną do finałów. W 2004 roku otrzymał wiele ofert od zagranicznych klubów, m.in. SS Lazio, AS Roma, Realu Madryt i Bayernu Monachium. Został jednak w Crvenej Zvezdzie. Dopiero oferta pięciu milionów euro od Spartaka Moskwa przekonała piłkarza, który zmienił barwy w 2004 roku, stając się najdroższym piłkarzem w historii serbskiej ligi. Z drużyną z Moskwy zdobył w 2005 roku wicemistrzostwo Rosji. Pod koniec 2005 przyjął ofertę przejścia do Manchesteru United, z którym podpisał kontrakt na początku stycznia 2006. Po meczu z West Ham United został kapitanem swojego zespołu.
7 lutego 2014 roku Vidić ogłosił, że po wygaśnięciu kontraktu i zakończeniu rozgrywek 2013/2014 opuści Manchester United i będzie grał poza granicami Anglii. 5 marca oficjalnie potwierdzona została informacja, iż po sezonie Vidić zostanie zawodnikiem włoskiego Interu Mediolan.
29 stycznia 2016 roku piłkarz poinformował o zakończeniu piłkarskiej kariery.

## Sukcesy

### Klub
Red Star Belgrade
- Super liga Srbije (1): 2003/04
- Puchar Jugosławii (1): 2001/02
- Puchar Serbii i Czarnogóry (1): 2003/04

Manchester United
- Premier League (5): 2006/07, 2007/08, 2008/09, 2010/11, 2012/13
- Puchar Ligi (3): 2005/06, 2008/09, 2009/10
- Tarcza Wspólnoty (5): 2007, 2008, 2010, 2011, 2013
- Liga Mistrzów UEFA (1): 2007/08
- Klubowe mistrzostwo świata (1): 2008

### Indywidualne
- Najlepszy zagraniczny serbski piłkarz (4): 2005 (ze Spartakiem Moskwa), 2007, 2008, 2010 (z Manchesterem United)
- Piłkarz roku w Serbii (2): 2005 (ze Spartakiem Moskwa), 2008 (z Manchesterem United)
- PFA Premier League Team of the Year (4): 2006/07, 2007/08, 2008/09, 2010/11 (z Manchesterem United)
- Premier League Player of the Month (18): Styczeń 2009
- Barclays Player of the Season (2): 2008/09, 2010/11
- Sir Matt Busby Player of the Year (1): 2008/09
- FIFPro W8
- orld XI (2): 2008/09, 2010/11

## Życie prywatne
17 lipca 2006 Nemanja Vidić ożenił się z Aną Ivanović, wówczas studentką ekonomii na Uniwersytecie w Belgradzie. Mają trzech synów: Lukę, Stefana i Petara. Jest kuzynem byłej serbskiej siatkarki Vesny Đurisić.